# Frédéric Leclercq
Frédéric Leclercq (Charleville-Mézières, 1978. június 23. –) a DragonForce power metal együttes basszusgitárosa és háttérénekese, emellett van egy saját zenekara is, a Maladaptive. Más zenekarokban csak időszakosan játszott, például a Souls of We-ben. 2020.03.27-től már a német thrash metal zenekar, a Kreator basszusgitárosa.

## Pályafutása
Tagja volt még egy másik híres power metal bandának is, a Heavenly-nek, és többször játszott a Carneval in Coallal 2006-ban.
A dragonforce.com-os profilja szerint beszél franciául, angolul, németül, és minden nyelven tud káromkodni. Herman Li kérte meg, hogy csatlakozzon a DragonForce-hoz egy észak-amerikai és egy Japánban tartott koncertjük erejéig, azonban olyan jól játszott, hogy felvették tagnak.
Leclercq az egyik gitárost helyettesítve játszott még a Sabaton európai turnéján is.

## Hatások
Leclercq elmondása szerint Uli Jon Roth, Adrian Smith, Trey Azagthoth és Marty Friedman befolyásolta őt legjobban játékát illetően.

## Felszerelés
Leclerq ESP basszusgitárokat használ, és egy egyedi LTD FL-600-at, ebből a világon csak három van (a másik kettőt Tom Araya és Henkka Seppälä kapta meg).

## Korábbi zenekarok
- Hors Normes (fusion) 1994-1996; 2000
- Memoria (heavy-black metal) 1997-1999; 2000–2001
- Heavenly (power metal) 2000-2004
- Egoine (hard rock) 2003-
- Sudel's Project (progresszív rock) 2005-

## Fordítás
- Ez a szócikk részben vagy egészben  a   Frédéric Leclercq című angol Wikipédia-szócikk fordításán alapul.  Az eredeti cikk szerkesztőit annak laptörténete sorolja fel. Ez a jelzés csupán a megfogalmazás eredetét és a szerzői jogokat jelzi, nem szolgál a cikkben szereplő információk forrásmegjelöléseként.